# Ajn (cirillico)
La Ғ, minuscolo ғ, è una lettera dell'alfabeto cirillico, chiamata ajn o ghe barrata, in uso nelle lingue kazako, uzbeko, baschiro, tagico e azero. 
È una Г cirillica tagliata a metà da una barra; nonostante abbia una forma simile, non ha alcun legame con la lettera F dell'alfabeto latino. 
Viene usata nella versione modificata dell'alfabeto cirillico per il kazako e l'uzbeko, dove rappresenta la consonante fricativa uvulare sonora /ʁ/. In kazako può rappresentare anche la consonante fricativa velare sonora /ɣ/.

## Traslitterazione
In kazako viene traslitterata come ğ o gh, ed in uzbeko viene traslitterata come g`.  
In azero veniva traslitterata con ğ.